# Kheops (DJ)
Ne doit pas être confondu avec Cheops.
Pour les articles homonymes, voir Khéops (homonymie).
Kheops, de son vrai nom Éric Mazel, né le 4 mai 1966 à Marseille, est un disc jockey et producteur de hip-hop français. Il fonde en 1986, aux côtés du rappeur Akhenaton, le groupe de rap français IAM dont il est membre actif encore aujourd'hui.
Kheops dirige son propre label discographique, Sad Hill Records, lancé en 1997. Il est également connu pour être un grand collectionneur de disques vinyles : sa collection compte plus de 20 000 pièces.

## Biographie
Éric Mazel et Philippe Fragione (Akhenaton) se rencontrent dans un club vers l'été 1984, et forment en 1986 un premier groupe de hip-hop nommé « Lively Crew » qui prendra le nom de « IAM » en 1988. Le groupe publie ses premiers albums (Concept, ... De la planète Mars) et, avecOmbre est lumière et L'École du micro d'argent, s'impose comme l'un des « pères fondateurs du rap francais ».
Fort du succès considérable de ce dernier, Kheops lance son label Sad Hill Records. Il y publie son premier album solo intitulé Sad Hill, un album-concept auquel il fait participer des rappeurs tels que Faf Larage, Pit Baccardi ou les X Men. L'album ressort en 1998 avec un titre inédit, Secret Défense en featuring avec Def Bond et Akhenaton.
Sad Hill Records signent avec Yak, Tony&Paco et Def Bond, dont le premier album solo Le Thème... sortira en 1999.
Kheops anime également durant plusieurs saisons l'émission de radio Total Kheops sur Skyrock (tous les lundis de minuit à 5 h) coprésentée avec Def Bond. Naissent de l’émission les compilations Total Prélude et Total Kheops – Classic Rap - Volume 1.
En 2000, Kheops sort son deuxième album solo Sad Hill Impact qui fait notamment participer ses protégés Psy 4 de la rime. L'album sera suivi de Sad Street l'année d'après et de la série Opération Funk.
Il co-signe par la suite l'ensemble des albums d'IAM, jusqu'à HHHistory, le dernier paru à ce jour. Il se produit également sur scène avec le groupe en tant que DJ.
En 2025, il collabore avec le groupe de Punk/Metal Babylon Pression sur le titre Classé X à l'occasion de leur nouvel album Actif/Agressif.

## Décorations
- Officier de l'ordre des Arts et des Lettres (2020)[13]

## Discographie

### Albums solo
- 1996 : Les années Mia
- 1997 : Sad Hill
- 2000 : Sad Hill Impact
- 2001 : Sad Street
- 2001 : Total Prélude
- 2002 : Opération Funk
- 2002 : Opération Funk 2
- 2007 : Opération Funk 3
- 2007 : Opération Funk 4
- 2008 : Opération Funk 5
- 2009 : Total Kheops - Classic Rap - Volume 1
- 2010 : Opération Funk 6
- 2011 : Opération Funk 7
- 2020 : IAM Anthology Mix

### Albums collaboratifs
- 1990 : Concept (avec IAM)
- 1991 : ... De la planète Mars (avec IAM)
- 1993 : Ombre est lumière (avec IAM)
- 1997 : L'École du micro d'argent (avec IAM)
- 2003 : Revoir un printemps (avec IAM)
- 2007 : IAM Official Mixtape (avec Cut Killer)
- 2007 : Saison 5 (avec IAM)
- 2013 : Arts Martiens (avec IAM)
- 2013 : ...IAM (avec IAM)
- 2017 : Rêvolution (avec IAM)
- 2019 : Yasuke (avec IAM)
- 2021 : Rimes essentielles (avec IAM)
- 2023 : HHHistory (avec IAM)

## Publications
Kheops se découvre en 2000 une passion pour la bête du Gévaudan. En neuf ans, il rassemble une bibliographie de plus de 1 000 ouvrages sur cette créature mythique et publie un ouvrage sur le sujet. Il participe au numéro de Secrets d'histoire consacré à la Bête.
En collaboration avec le journaliste Olivier Cachin, Kheops publie en 2013 Le funk et moi dans lequel il révèle, entre autres, son top 50 des incontournables du genre, ses maxis les plus rares et ses conseils de mix.
En 2020, il co-écrit avec les autres membres d'IAM et le journaliste Baptiste Bouthier Entre la pierre et la plume dans lequel ils explorent différentes thématiques : leur façon de travailler, leurs rapports d'amitié, leur amour pour l’Égypte ancienne et leur vision du monde.

#### Ouvrages
- Gilles Rof, Stéphan Muntaner, Fred Guilledoux et Didier Deroin, IAM : Le livre, Soleil productions Plein Sud, 1996 (ISBN 9782877645492)